# Stara Synagoga w Turobinie
Synagoga w Turobinie – nieistniejąca obecnie, pierwsza synagoga w Turobinie.
Synagoga została zbudowana w XVII wieku, a pierwsza oficjalna wzmianka o niej pochodzi z 1657 roku. W 1750 roku synagogę określano Starą. Nie jest znana data zniszczenia synagogi.